# 卡尔·代塞尔罗思
卡尔·亞歴山大·代塞尔罗思（英語：Karl Alexander Deisseroth，1971年11月18日—），美国神经学家、斯坦福大学精神病学和行为科学教授。

## 生平
他在哈佛大学获学士学位，1998年在斯坦福大学获神经科学学位，并在斯坦福医学院完成了医疗实习和精神科住院医师。他以发展CLARITY技术和光遗传学方法——即应用機體光学和遗传策略研究正常的神经通路的功能、以及功能障碍的神经和精神疾病，而知名。2005年获国家卫生院先驱奖，2011年获W·奥尔登·斯潘塞奖。